# WAI-ARIA
Web Accessibility Initiative – Accessible Rich Internet Applications （ WAI-ARIA、ウェイアリア ）は、World Wide Web Consortium （W3C）によって公開された技術仕様で、Webページ（特に動的ウェブページ）内のユーザーインターフェイスのアクセシビリティを向上させられる、HTMLのための属性が定義されている。
2008年9月15日のワーキングドラフトで、 SVG 1.2TinyはWAI-ARIAのサポートを追加しました。 2021年5月現在、WAI-ARIA1.1が最新の仕様であり、WAI-ARIA1.2が勧告候補となっている。

## 目的
近年では、HTMLの仕様にもともと定義された要素だけでは実現できないウィジェット（ユーザーインターフェイス）を、JavaScriptを用いて開発することが増えている。JavaScriptによってWebサーバと通信することで、通常の画面遷移を伴わずにWebページの内容を更新することもある。Web制作においてこのような手法をリッチインターネットアプリケーションと呼ぶ。こうしたウィジェットや手法は障害を持つユーザー、特にスクリーンリーダーなどの支援技術を必要とするユーザー、マウスなどのポインティングデバイスを使用することが難しいユーザーに対して情報の取得を難しくしてしまう。 WAI-ARIAは、動的なWebアプリケーションにロール（役割）、プロパティ、状態を追加することで、Webページ（またはページの一部）を静的なドキュメントとしてではなく、アプリケーションとして宣言することを可能にする。 ARIAは、Webアプリケーション、 ウェブブラウザ、支援技術、およびアクセシビリティ評価ツールの開発者による使用を目的としている 。
WAI-ARIAは、ユーザーインターフェイスや動的コンテンツをよりアクセスしやすくするために、HTMLにセマンティクスやその他のメタデータを追加する方法を提供する。たとえばWAI-ARIAでは、リンクのリストをナビゲーションメニューとして識別させ、それが展開されているか折りたたまれているかを表すことができる。WAI-ARIAは、もともとHTMLのアクセシビリティ問題を解決するために開発されたものだが、WAI-ARIAの使用はHTMLに限定されるものではなく、原理的にはScalable Vector Graphics (SVG)などの他のマークアップ言語でも使用することができる  。

## 関連ドキュメント
Web Accessibility InitiativeはWAI-ARIAの概要と、WAI-ARIA Suiteと呼ばれる関連文書を公開している。
Accessible Rich Internet Applications (WAI-ARIA) Version 1.1
これは主に、ウェブブラウザ、支援技術、その他のユーザーエージェントの開発者に加え、その他の技術仕様の開発者、アクセシビリティ評価ツールの開発者を対象としている。WAI-ARIA1.1は2017年12月14日にW3Cによって勧告されました 。
WAI-ARIA Overview
WAI-ARIAの技術的な紹介。 WAI-ARIAが対処しようとしている問題、基本的な概念、技術的アプローチ、およびWAI-ARIAを採用するビジネス上の理由についてが説明されている 。
WAI-ARIA Authoring Practices
このドキュメントでは、WAI-ARIAを用いたリッチインターネットアプリケーションを提供するためのベストプラクティスが紹介されている。アクセシブルなウィジェットを開発するための一般的な手順、キーボードサポート、情報の関連付け、フォームプロパティ、ドラッグ・アンド・ドロップのサポート、アラートやダイアログボックス、再利用可能なコンポーネントライブラリ、テスト、などのテーマについて説明されている。
Roadmap for Accessible Rich Internet Applications (WAI-ARIA Roadmap)
このドキュメントの内容の多くは、他のドキュメントに移動されている
ARIA仕様の編集者には、 Lisa Seeman 、 Rich Schwerdtfeger 、James Craig、 Michael Cooper 、およびLisaPappasが含まれている。

## 関連ページ
- アクセシビリティとWebアクセシビリティ
- Ajax
- リッチインターネットアプリケーション
- ユニバーサルデザイン